# Ален Мершадьє
Ален Мершадьє (фр. Alain Merchadier, нар. 13 березня 1952, Тулуза) — французький футболіст, що грав на позиції захисника, зокрема за «Сент-Етьєн» та національну збірну Франції.

## Клубна кар'єра
У дорослому футболі дебютував 1969 року виступами за другу команду «Сент-Етьєна», а за рік почав грати за головну команду клубу. Захищав її кольори протягом більшої частини 1970-х років, по три рази вигравав чемпіонат Франції та Кубок країни.
1978 року перейшов до лав «Нансі», у структурі якого здебільшого грав за другу команду, а завершував ігрову кар'єру протягом 1980—1981 років у нижчоліговому «ААЖ Блуа».

## Виступи за збірну
1973 року дебютував в офіційних матчах у складі національної збірної Франції. Загалом протягом трирічної кар'єри у національній команді провів у її формі 5 матчів.

## Титули і досягнення
- Чемпіон Франції (3):

«Сент-Етьєн»: 1973-74, 1974-75, 1975-76
- Володар Кубка Франції (3):

«Сент-Етьєн»: 1973-74, 1974-75, 1976-77